# Seznam ostrovů Španělska

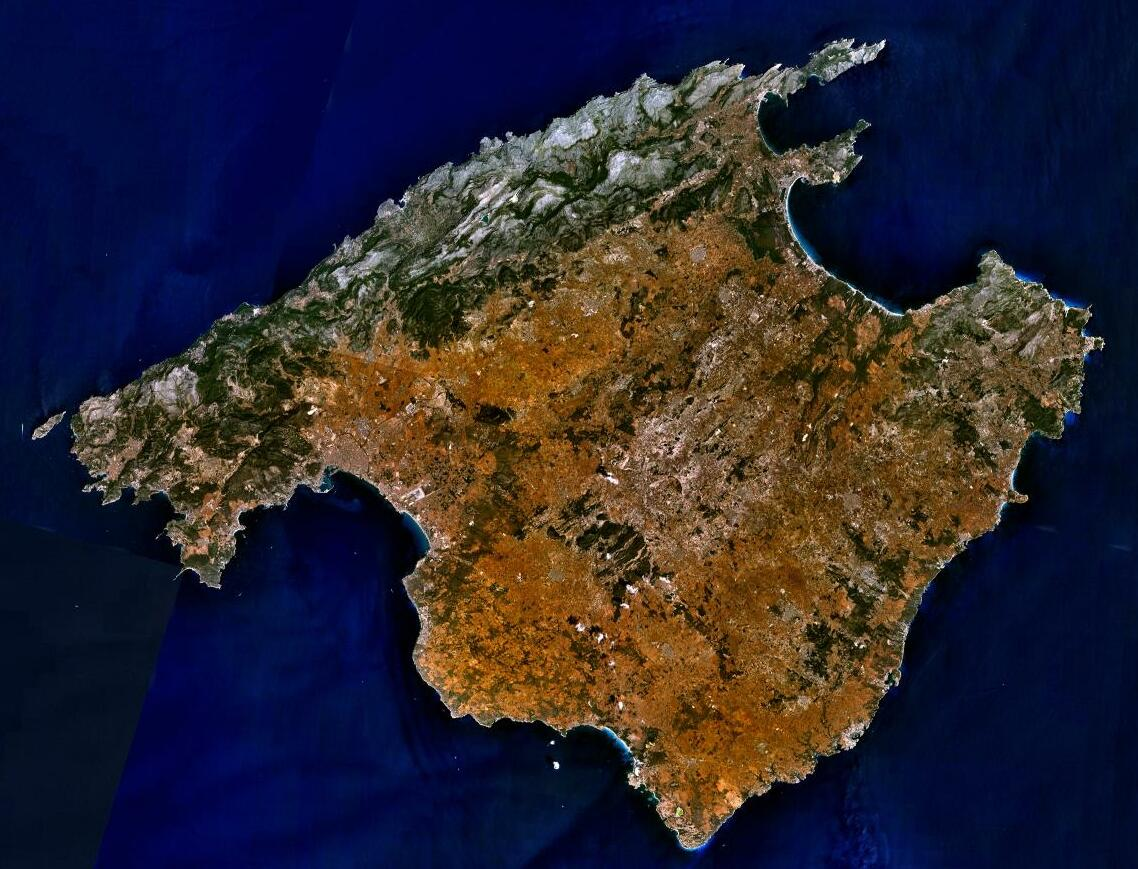
Mallorca

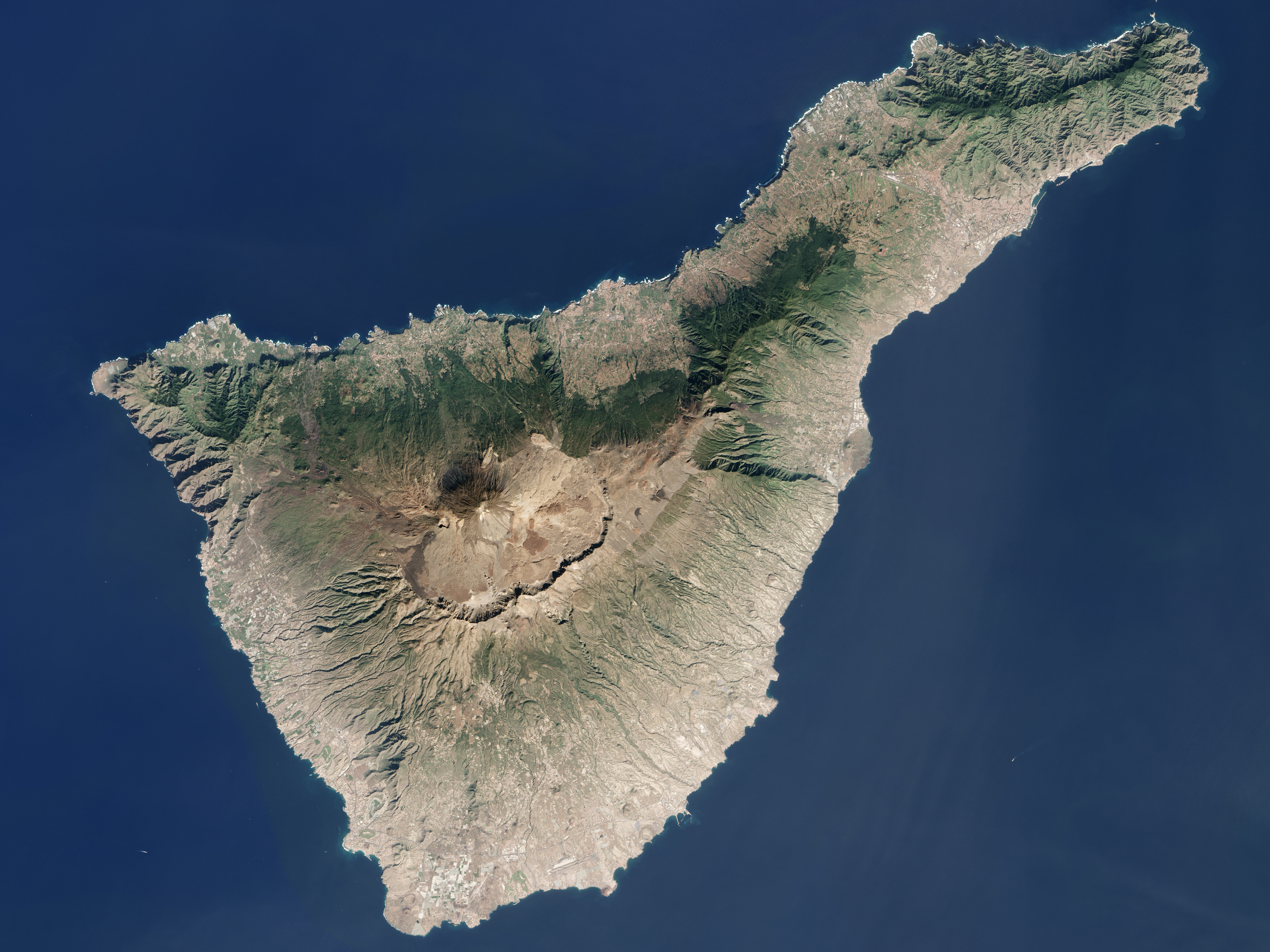
Tenerife

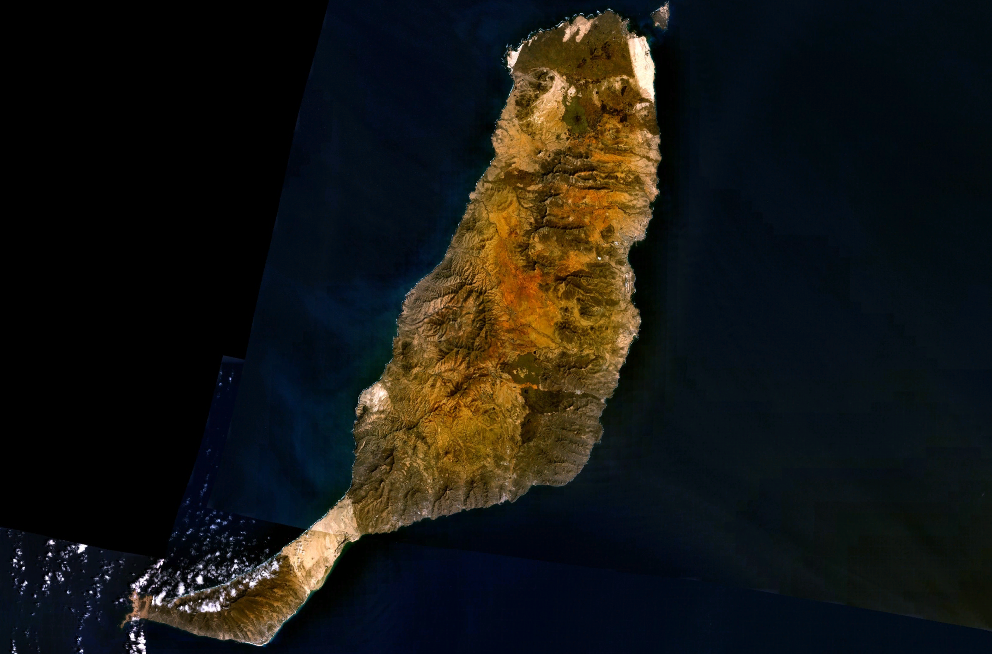
Fuerteventura

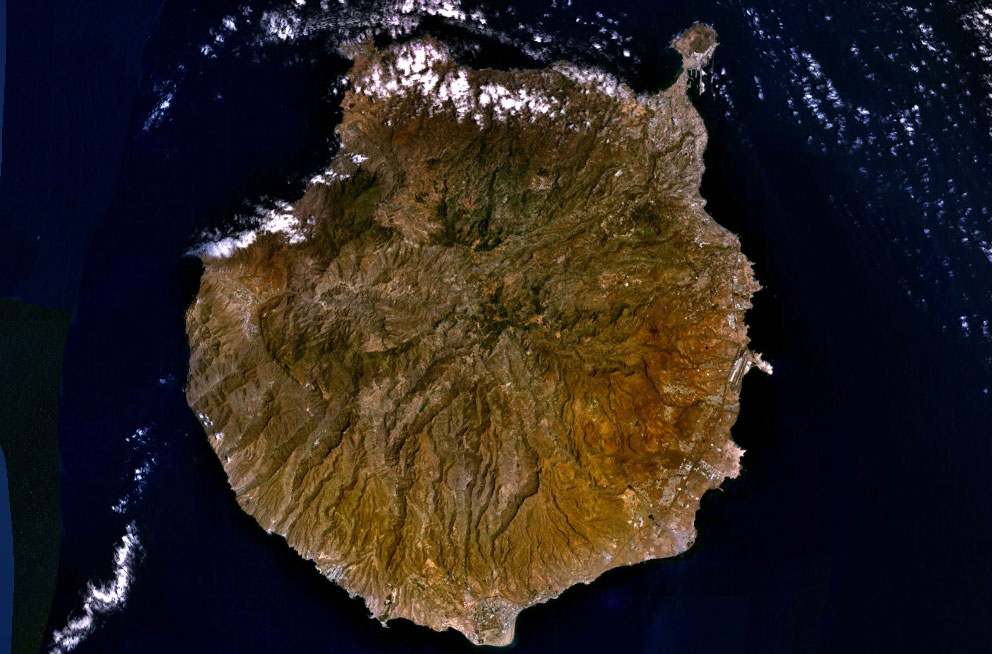
Gran Canaria

Seznam ostrovů Španělska.

## Podle velikosti

### větší než 1 km²
|    | ostrov               | španělsky                                         | rozloha (km²) | pobřeží (km) | max.nadm. výška (m) | nejvyšší vrchol      | počet obyvatel | hustota zalidnění | největší sídlo              | autonomní společenství | poloha moře     |
| -- | -------------------- | ------------------------------------------------- | ------------- | ------------ | ------------------- | -------------------- | -------------- | ----------------- | --------------------------- | ---------------------- | --------------- |
| 1  | Mallorca             | Mallorca                                          | 3 603,72      | 416          | 1 445,0             | Puig Major           | 864 763        | 239,96            | Palma de Mallorca           | Baleáry                | Baleárské moře  |
| 2  | Tenerife             | Tenerife                                          | 2 034,38      | 234          | 3 715,0             | Pico del Teide       | 906 854        | 445,76            | Santa Cruz de Tenerife      | Kanárské ostrovy       | Atlantský oceán |
| 3  | Fuerteventura        | Fuerteventura                                     | 1 659,74      | 240          | 807,0               | Pico de la Zarza     | 106 930        | 64,43             | Puerto del Rosario          | Kanárské ostrovy       | Atlantský oceán |
| 4  | Gran Canaria         | Gran Canaria                                      | 1 560,10      | 170          | 1 949,0             | Pico de Las Nieves   | 850 390        | 545,09            | Las Palmas de Gran Canaria  | Kanárské ostrovy       | Atlantský oceán |
| 5  | Lanzarote            | Lanzarote                                         | 845,94        | 140          | 670,0               | Peñas del Chache     | 139 506        | 164,91            | Arrecife                    | Kanárské ostrovy       | Atlantský oceán |
| 6  | La Palma             | La Palma                                          | 708,32        | 118          | 2 423,0             | Peñas del Chache     | 85 115         | 120,16            | Los Llanos de Aridane       | Kanárské ostrovy       | Atlantský oceán |
| 7  | Menorca              | Menorca                                           | 694,39        | 189          | 358,0               | Monte Toro           | 94 875         | 136,63            | Mahón                       | Baleáry                | Baleárské moře  |
| 8  | Ibiza                | Ibiza                                             | 571,04        | 160          | 476,0               | Sa Talaia            | 134 460        | 235,47            | Ibiza                       | Baleáry                | Baleárské moře  |
| 9  | La Gomera            | La Gomera                                         | 369,76        | 76           | 1 487,0             | Garajonay            | 21 153         | 57,21             | San Sebastián de La Gomera  | Kanárské ostrovy       | Atlantský oceán |
| 10 | El Hierro            | El Hierro                                         | 268,71        | 86           | 1 501,0             | Malpaso              | 10 960         | 40,79             | Valverde                    | Kanárské ostrovy       | Atlantský oceán |
| 11 | Formentera           | Formentera                                        | 82,49         | 62           | 192,0               | la Talaiassa La Mola | 11 545         | 139,96            | Sant Francesc de Formentera | Baleáry                | Baleárské moře  |
| 12 | León                 | Isla de León                                      | 43,86         | —            | —                   | —                    | 214 868        | 4 898,95          | Cádiz                       | Andalusie              | Atlantský oceán |
| 13 | La Graciosa          | La Graciosa                                       | 29,05         | —            | 266,0               | Las Agujas Grandes   | 695            | 23,92             | Caleta del Sebo             | Kanárské ostrovy       | Atlantský oceán |
| 14 | Cabrera              | Cabrera                                           | 11,53         | 25           | 172,0               | Na Picamosques       | 20             | 1,73              | Es Port                     | Baleáry                | Baleárské moře  |
| 15 | Alegranza            | Alegranza                                         | 10,30         | —            | 289,0               | Montaña de Alegranza | 0              | 0,0               | —                           | Kanárské ostrovy       | Atlantský oceán |
| 16 | Buda                 | Isla de Buda                                      | 10,00         | —            | —                   | —                    | 4              | 0,4               | —                           | Katalánsko             | Baleárské moře  |
| 17 | Arousa               | La Isla de Arosa                                  | 6,32          | —            | 68,0                | bezejmenný vrchol    | 5 006          | 792,09            | A Illa de Arousa            | Galicie                | Atlantský oceán |
| 18 | Trocadero            | Isla del Trocadero                                | 5,24          | —            | —                   | —                    | 0              | 0,00              | —                           | Andalusie              | Atlantský oceán |
| 19 | Lobos                | Islote de Lobos                                   | 4,50          | —            | 127,0               | La Caldera           | 4              | 0,89              | El Puertito                 | Kanárské ostrovy       | Atlantský oceán |
| 20 | Ons                  | Isla de Ons                                       | 4,14          | —            | 128,0               | Alto de Ons          | 81             | 19,57             | O Curro                     | Galície                | Atlantský oceán |
| 21 | Monteagudo a Do Faro | Monteagudo o isla Norte y Do Faro o isla do Medio | 2,86          | —            | 197,0               | Alto das Cíes        | 3              | 1,05              | O Converto                  | Galicie                | Atlantský oceán |
| 22 | Dragonera            | Isla Dragonera                                    | 2,52          | —            | 360,0               | Pico Popi            | —              | —                 | —                           | Baleáry                | Baleárské moře  |
| 23 | Sálvora              | Isla de Sálvora                                   | 1,88          | —            | 71,0                | Gralleiros           | —              | —                 | —                           | Galicie                | Atlantský oceán |
| 24 | Montaña Clara        | Montaña Clara                                     | 1,48          | —            | 256,0               | La Mariana           | —              | —                 | —                           | Kanárské ostrovy       | Atlantský oceán |
| 25 | San Martiño          | San Martiño o isla Sur                            | 1,45          | —            | 172,0               | Monte Pereiro        | —              | —                 | —                           | Galicie                | Atlantský oceán |
| 26 | Espalmador           | Isla de Espalmador                                | 1,37          | —            | 22,0                | —                    | —              | —                 | —                           | Baleáry                | Baleárské moře  |
| 27 | La Toxa              | 'Isla de La Toja                                  | 1,10          | —            | —                   | —                    | 47             | 42,73             | A Toxa                      | Galicie                | Atlantský oceán |

### větší než 1 ha
|   | ostrov                      | region                         | rozloha (ha) | max.nadm.výška (m) |
| - | --------------------------- | ------------------------------ | ------------ | ------------------ |
| # | Peñón de Vélez de la Gomera | Španělské severoafrické državy | 1,9          | 77                 |